# Massacre d'Oktogon
Le massacre d'Oktogon (en hongrois : Oktogoni mészárlás) est le nom donné à un fait divers ayant eu lieu le 4 juillet 2000 sur la place Oktogon dans le centre-ville de Budapest. 
Zsolt Bódi se procure des armes à feu, s'assoit sur un banc du centre de la capitale hongroise et attend quelques instants avant de tenter de mettre fin à ses jours. C'est alors que trois jeunes hommes parlant bruyamment le dérangent. À la suite de cela, il se rend dans le restaurant McDonald's à proximité de là, sur le Nagykörút. Il croise de nouveau les jeunes et - sous l'ordre de voix intérieures selon sa version des faits - tire à bout portant sur deux d'entre eux, ainsi que sur deux autres personnes. Les deux jeunes d'une vingtaine d'années décèdent à l'hôpital, et l'un des deux survivants perd l'usage de son œil droit. 
Peu après, Zsolt Bódi sort du restaurant et se rend spontanément à la police, affirmant alors tout regretter de ses actes. Il est condamné à perpétuité en 2003 et se trouve actuellement à la prison de Szeged.